# Exomalopsis pulchella
Exomalopsis pulchella är en biart som beskrevs av Cresson 1865. Den ingår i släktet Exomalopsis och familjen långtungebin. Inga underarter finns listade i Catalogue of Life.

## Beskrivning
Arten har svart grundfärg. Fötterna är gulaktiga, hos honan med en dragning åt orange. Honan har blek, kort och gles behåring på huvudet, liknande, fast tätvuxnare på mellankroppen och större delen av benen. Vingarna är halvgenomskinliga, rökfärgade i de yttre delarna, med blekgula ribbor. På baklårens täthåriga pollenkorgar finns det inblandade svarta hår, och vid fotbaserna har hon svart till brunsvart päls. Bakkroppen är övervägande naken, men på tergit 1 (främsta segmentet på bakkroppens översida) finns det en del vitaktiga hår på sidorna och i framkanten. Tergit 2 till 4 har smala men täta, ljusa hårband på sidorna, medan tergit 5 är täckt med tät, blekgul päls. Honan blir omkring 6,5 mm lång.
Hanen har delvis tät, ljusockra behåring på större delen av huvud och mellankropp. Delar av benen är svarthåriga. Vingarna är halvgenomskinliga, rökfärgade i de yttre delarna, med brunorange ribbor. Tergit 1 har blek behåring framtill och vid sidorna, samt mycket kort, svart hårväxt i mitten. Tergiterna 2 till 4 har även de en kort, gles, svart behåring. Tergiterna 3 till 5 har dessutom tvärband av ljusockra hår på mitten. Hanen blir omkring 6 mm lång.

## Ekologi
Medlemmarna i släktet anses vara primitivt sociala bin, där flera honor delar på ett bo och möjligen även hjälps åt med uppfödningen av avkomman.

## Utbredning
Utbredningsområdet omfattar Västindien samt angränsande områden i Nord- och Centralamerika från Florida i USA över Bahamas, Kuba, Puerto Rico, Jamaica, delstaten Veracruz i Mexiko till Guatemala och Costa Rica.

## Bildgalleri

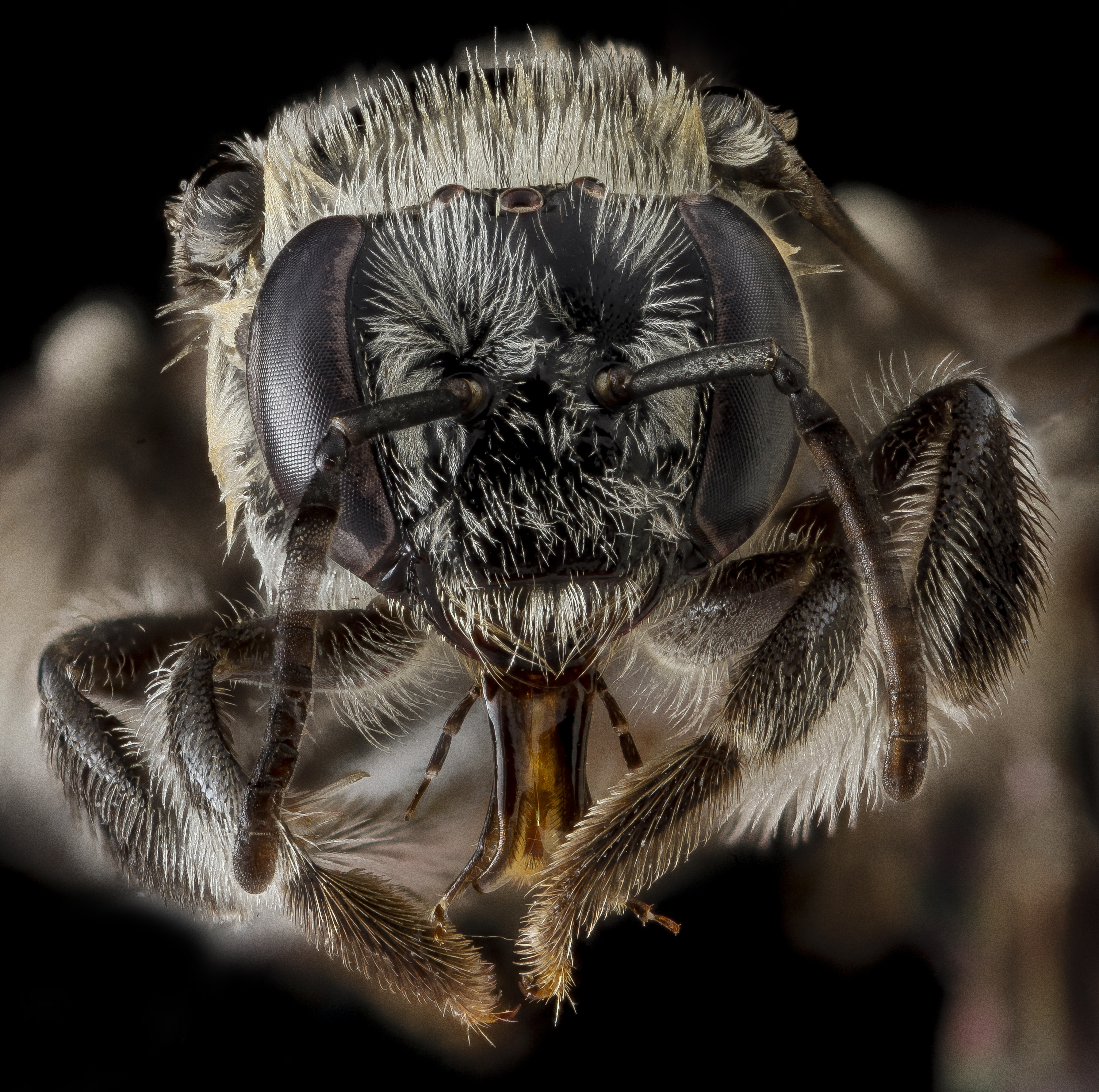
Ansikte.